# 봄철의 별자리
봄철의 별자리는 일반적으로 봄철(춘분 ~ 하지)에 북반구의 밤하늘에서 쉽게 찾아볼 수 있는 별자리들을 의미한다.
봄철의 밤하늘을 상징하는 별은 아르크투루스(Arcturus)이다. 아르크투루스는 북두칠성의 국자 끝의 구부러진 부분을 그대로 일곱 개의 별(국자 크기)만큼 뻗친 곳에 있는 오렌지색 별이다. 목동자리의 α별로, 실시(實視) 등급이 -0.0등, K1형의 거성(巨星)이며, 태양에서의 거리는 30광년이다. 북두칠성의 자루를 뻗쳐서 아르크투루스에서 좀 더 남쪽으로 내려가면 처녀자리의 α별인 스피카가 놓여 있다. 스피카는 투명한 푸른빛으로, 실시 등급 1.0등, B형이다. 스피카 동쪽에는 3등성인 β, η, γ, δ, ε가 직각을 이루고 있다. 처녀자리와 그 서쪽에 있는 천칭자리는 모두 황도상에 있다.

## 큰곰자리
큰곰자리의 α에서 η까지의 일곱 개의 별이 북두칠성이다. α와 β의 간격은 약 5°4′, α와 북극의 간격은 28°1′, 따라서 β, α의 간격의 눈어림으로 약 5배한 정도가 북극이다. 일곱 개의 별 끝에서 두 번째에 있는 별 ζ는 미자르(Mizar)라고도 불리는 2등성으로, 바로 옆에 알골이라 불리는 5등성이 붙어 있다. 이것은 겉보기 이중성(二重星)으로 잘 알려져 있다. 그러나 망원경으로 보면 미자르 옆에 녹색 4등성이 나란히 있으며 더 나아가 스펙트럼을 조사하면 미자르 자체가 분광(分光) 연성임을 알 수 있다.

#### 북두칠성
북극에서 약 30°의 위치에 있으며 국자 모양을 이루는 8개의 별로 큰곰자리의 일부이다. 국자의 물을 담는 그릇 부분은 큰곰자리에서 곰의 몸체가 되며, 손잡이는 긴 꼬리가 된다. 손잡이 부분의 끝에서 두 번째 별인 미자르는 쌍성이다. 한국에서 보면, 북두칠성은 북극성을 끼고 돌지만 지평선 밑으로 가라앉지 않는다. 이렇게 일주운동으로도 지평선 밑으로 사라지지 않는 별을 주극성(周極星)이라고 한다.

#### 미자르
큰곰자리의 제타별로, 북두칠성의 손잡이 끝에서 두 번째에 있는 별이다. 망원경으로 보면 2.4등급의 A별과 3.9등급의 B별로 분리된 안시쌍성이다. 두 별 사이의 거리는 약 400천문단위(AU)이며, 공전주기는 몇 천 년에 이를 것으로 보인다.

## 처녀자리
황도 12궁의 여섯 번째 별자리로, 하늘에서 두 번째로 큰 별자리이다. 처녀자리에는 맨눈으로도 관측할 수 있는 쌍성인 아리크(Arich)가 있다. 처녀자리 부근에는 흐릿한 은하가 많이 있으며 태양은 9월 중순에서 11월 초까지 이 별자리를 지난다. 신화에서는 밀 이삭을 들고 있는 처녀로 묘사하고 있는데, 이는 수확을 상징한다. 이 별자리에서 가장 밝은 별인 스피카가 밀 이삭에 해당한다.

## 목동자리의 아르크투루스
목동자리 알파별로 밤하늘에서 네 번째로 밝다. 지구에서 36광년 떨어져 있고, 5km/sec로 지구를 향해 움직인다. 적색거성에 속하며, 지름은 태양의 28배 정도이다. 겉보기등급이 －0.06으로 태양보다 약 100배 정도 더 밝다. 태양에 비해 온도가 낮기 때문에 붉은빛을 띤 오렌지색으로 보인다. 표면온도는 약 4000°C로 태양의 2/3 정도에 지나지 않는다.

## 천칭자리
천칭(天秤)자리는 황도 12궁의 일곱 번째 별자리로 남반구의 밤하늘에서 처녀자리와 전갈자리 사이에 있다. 이 별자리에서 가장 두드러진 별은 식쌍성(이중성)인 천칭자리 델타별이다. 이 별은 2.33일을 주기로 밝기가 변한다. 천칭자리 알파별은 남쪽의 집게발이라고도 하는데, 이 별은 쌍안경으로 관측할 수 있는 청백색의 쌍성이다.

## 사자자리와 게자리
봄철의 새벽 밤하늘 처녀자리의 서쪽 중천 높은 곳에 사자자리가 가로놓여 있다. 이 별자리는 사자를 연상시키는 모양을 하고 있으며, α별 레굴루스가 앞다리에 해당된다. 실시 등급 1.3등, B7형의 푸른빛으로, 정확히 황도상에 위치한다. 2등성 γ를 비롯하여 3등성, 4등성으로 머리를 만들며, 동체 끝에는 2.1등의 데네보라가 있다. 아르크투루스, 스피카, 데네보라를 연결하여 만드는 거대한 삼각형을 봄의 대삼각형이라 부른다. 또 사자자리의 서쪽, 황도상에 게자리가 있다. 눈에 띄는 별이 없는 작은 별자리이지만 그 안에 있는 산개 성단 프리세페는 육안으로도 희미하게 보인다. 사자자리 북쪽에 있는 작은사자자리도 그다지 눈에 띄지 않는 별자리이다. 목동자리가 서쪽에 머리털자리가 남쪽, 사냥개자리가 북쪽에 있다. 둘다 밝은 별이 없는 별자리이지만 주위 일대는 은하계 밖의 은하의 집이라고 불릴 정도로 많은 은하가 밀집해 있다. 게자리의 북쪽에 있는 커다란 살쾡이자리도 실제로는 식별하기가 대단히 어려운 별자리이다.

## 바다뱀자리
사자자리 남쪽에는 동서로 100°이상이나 뻗쳐 있는 바다뱀자리가 있다. 주성(主星)은 레굴루스 남서쪽에 있는 2등성 알파드이다. 바다뱀자리와 사자자리, 처녀자리 사이에는 작은 별자리인 육분의자리, 컵자리, 까마귀자리가 있다. 이 가운데서 까마귀자리의 β, γ, δ, ε의 4개의 3등성이 만드는 일그러진 사변형은 스피카 남서쪽에서 쉽게 찾아볼 수 있다.

## 같이 보기
- 별자리
- 여름철의 별자리
- 가을철의 별자리
- 겨울철의 별자리
- 북극 부근의 별자리
- 남극 부근의 별자리